# Coast Range Arc

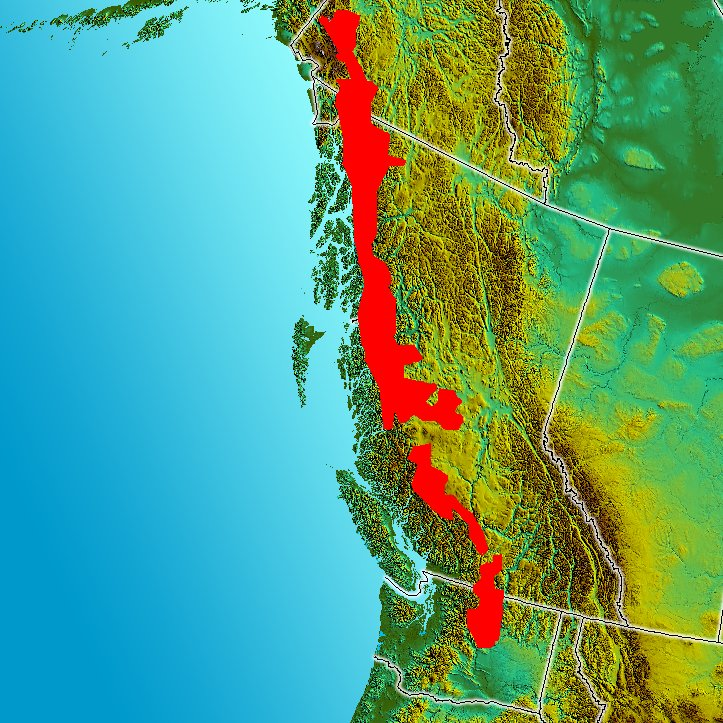
Karte des Pazifischen Nordwestens; in Rot die angenommenen Grenzen des Coast Range Arc

Der Coast Range Arc war ein riesiges System von Vulkanbögen, das sich vom Norden des US-Bundesstaates Washington durch British Columbia und den Alaska Panhandle bis ins südwestliche Yukon erstreckte. Der Coast Range Arc lag an der westlichen Grenze der Nordamerikanischen Platte im Pazifischen Nordwesten des westlichen Nordamerika. Obwohl die Bezeichnung von den Coast Mountains stammt, ist sie eher eine geologische Gruppierung als eine geographische; außerdem reicht der Coast Range Arc südwärts bis in die Kaskadenkette jenseits des Fraser River, welcher als nördliche Grenze der eigentlichen Kaskadenkette gilt.
Der Coast Range Arc entstand als Ergebnis der Subduktion der Kula-Platte und der einst existierenden Farallon-Platte. Er ist als größter einzelner Körper granitischen Gesteins in Nordamerika bekannt, welcher normalerweise als Coast Plutonic Complex oder Coast Mountains Batholith bezeichnet wird. Es handelt sich um einen küstenparallelen kontinentalen Vulkanbogen, ähnlich wie die Anden in Südamerika und den größten fossilen kontinentalen Vulkanbogen der Welt.

## Geologie

### Evolution

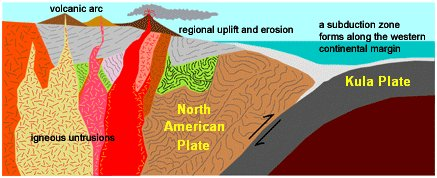
Plattentektonik des Coast Range Arc vor etwa 75 Millionen Jahren

Der Vulkanismus im Bogen begann während der Oberkreide vor 100 Millionen Jahren und gründete auf der andesitischen Zusammensetzung der vulkanischen Abschnitte der Unterkreide sowie ihrem engen zeitlichen und räumlichen Zusammenhang mit Massen felsischen intrusiven magmatischen Gesteins mit phaneritischer Textur, die Tonalit genannt wird. Die Basis des Coast Range Arc bildeten wahrscheinlich Intrusionen aus der Unterkreide und dem  Oberjura. Stratigraphische Beziehungen und solche unter den einzelnen Vulkanfeldern im Bogen legen nahe, dass der Coast Range Arc auf dem Stikine-Terran entstand, einer geologischen Struktur, die in einem älteren Vulkanbogen im Paläozoikum und Mesozoikum entstand.

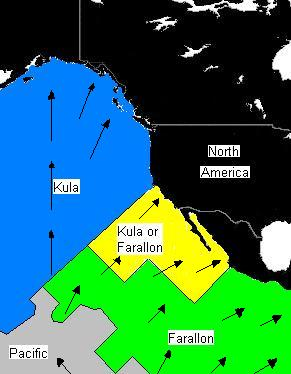
Verteilung der Kontinentalplatten vor 64 bis 74 Millionen Jahren; die Pfeile repräsentieren die Richtung der Subduktion entlang der Nordamerikanischen Platte; in Schwarz sind heutige Landflächen dargestellt.

Eines der wichtigsten Ereignisse während der Existenz des Coast Range Arc fand vor etwa 85 Millionen Jahren statt, als sich ein gewaltiger Grabenbruch nahe dem Zentrum der ozeanischen Farallon-Platte entwickelte. Dieses Rifting genannte Ereignis schuf die ozeanische Kula-Platte. Es ist nicht bekannt, warum ein so großer Bruch der Farallon-Platte auftrat. Einige Geologen glauben, dass ein fundamentaler Wechsel der Konvektion im Erdmantel das Rifting auslöste, während andere meinen, die riesige ozeanische Platte sei mechanisch instabil geworden und fuhr fort, angrenzend an den Pazifischen Nordwesten subduziert zu werden. Die Kula-Platte setzte die Subduktion an der Kontinentalgrenze fort, was den  Coast Range Arc unterstützte.
Der Vulkanismus begann sich über die gesamte Länge des Bogens vor etwa 60 Millionen Jahren während des frühen Paläogen im Känozoikum abzuschwächen, als die schnelle Nordwärtsbewegung der Kula-Platte parallel zum Pazifischen Nordwesten erfolgte, was eine Transformstörung an der Plattengrenze ähnlich der Queen-Charlotte-Verwerfung hervorrief. Während die Plattengrenze passiv blieb, begann die Kula-Platte mit der Subduktion unter Alaska und den Südwesten von Yukon am Nordende des Bogens während des frühen Eozäns.
Der Coast Range Arc war die Heimstatt einiger der gefährlichsten und explosivsten Vulkane der Welt. Kataklystische Eruptionen an der Grenze von British Columbia zu Yukon schufen vor etwa 50 Millionen Jahren im frühen Eozän eine gewaltige ineinander verschachtelte Caldera, den sogenannten Bennett Lake Volcanic Complex. Drei Eruptionen aus Vulkanschloten entlang von Bruchsystemen des Bogens werden mit der Caldera in Zusammenhang gebracht, welche etwa 850 km³ pyroklastischen Materials ausstießen.:39 Dieses vulkanische Ereignis fand kurz vor der vollständigen Subduktion der Kula-Platte unter die Nordamerikanische Platte vor etwa 40 Millionen Jahren statt.

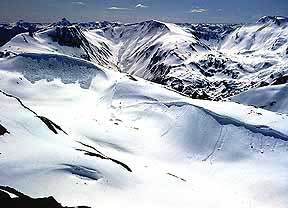
Ansicht des Juneau Icefield und granitischer Aufschlüsse in den Boundary Ranges der Coast Mountains

Seit dem Ende des Coast Range Arc vor etwa 50 Millionen Jahren sind viele Vulkane durch Erosion verschwunden. Was bis heute vom Coast Range Arc übrig ist, sind granitische Intrusionen, welche entstanden, als Magma in die Erdkruste eindrang und in Nachbarschaft der Vulkane abkühlte. Die Überreste einiger Vulkane existieren jedoch im Südwesten von Yukon, darunter der Montana Mountain und der Mount Nansen sowie der Bennett Lake Volcanic Complex, der Mount Skukum Volcanic Complex und der Sifton Range Volcanic Complex.
Viele granitische Gesteine des Coast Range Arc sind in den North Cascades im Überfluss vorhanden, also an der südlichsten Grenze des Coast Range Arc. Hier sind diese Granite in stark deformierte ozeanische Gesteine und gemischte Fragmente aus einst existierenden Inselbögen intrudiert, in gewaltige Überbleibsel des urzeitlichen Bridge River Ocean, welcher zwischen Nordamerika und den einst existierenden Insular Islands lag. Gewaltige Mengen geschmolzenen Granits wurde in dieser Epoche eingepresst, was die alten ozeanischen Sedimente in mittelmäßig glitzernden Metamorphit verwandelte, sogenannten Kristallinen Schiefer.
Die älteren Intrusionen des Coast Range Arc wurden anschließend durch Hitze und Druck der späteren Intrusionen deformiert, was sie in geschichtete metamorphe Gesteine verwandelte, die als Gneis bezeichnet werden. An einigen Orten wurden Gemische älterer intrusiver und der ursprünglichen ozeanischen Gesteine unter intensiver Hitze, Gewicht und Spannung zu ungewöhnlich verwirbelten Gemengen deformiert und verzerrt, sogenanntem Migmatit, das anscheinend in diesem Prozess beinahe geschmolzen wurde. Der bemerkenswerte Migmatit der Gebiete von Chelan und Skagit im US-Bundesstaat Washington sind in Geologenkresien weithin bekannt. Während der Entstehung der Intrusionen vor 70 bis 57 Millionen Jahren könnte die nordwärts gerichtete Bewegung der Kula-Platte zwischen 140 und 110 mm pro Jahr betragen haben. Andere geologische Untersuchungen bestimmten die Geschwindigkeit der Kula-Platte jedoch mit bis zu 200 mm pro Jahr.

### Geologische Bedeutung

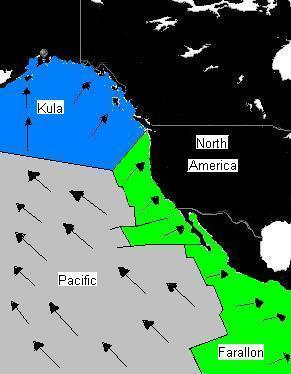
Verteilung der Kontinentalplatten vor 55 Millionen Jahren; die Pfeile die Richtung der Subduktion unter die Nordamerikanische Platte.

Intrusionen des Coast Range Arc sind durch weit verbreitete basaltische Dykes intrudiert. Diese Dykes, obwohl von geringem Volumen, bieten eine bedeutende Sammlung der Post-Arc-Lithosphäre. Außerdem liegen ausgedehnte Vulkangürtel wie der Anahim-Vulkangürtel in der Mitte des Coast Range Arc. Die den Anahim-Vulkangürtel bildenden Vulkane stehen nicht grundsätzlich mit der Subduktion am Coast Range Arc in Beziehung, könnten jedoch im Ergebnis der Bewegung der Nordamerikanischen Platte über einen Ort entstanden sein, der über einen langen Zeitraum vulkanisch aktiv war und als Anahim Hotspot beschrieben wird. Während seiner Entstehung lag der Vulkangürtel in Nachbarschaft zu granitischen Intrusionen des Coast Range Arc. Die ungefähr 20 km langen Dyke-Schwärme der Bella-Bella- und die ungefähr 6 km langen Schwärme der Gale-Passage liegen in granitischen Intrusionen des Coast Range Arc und werden zur Berechnung des ersten Auftretens des Anahim-Hotspots vor etwa 13 bis 12 Millionen Jahren herangezogen.